# Книга о занятии земли
«Книга о занятии земли» (др.-сканд. Landnámabók) — один из важнейших источников по колонизации Исландии, созданный в XI веке исландским историком Ари Торгильссоном (1068—1148).

## История
При составлении Ланднаумабоук автором уделялось основное внимание генеалогическим спискам первопоселенцев, по большей части норвежского происхождения (к моменту создания Ланднаумабоук в Исландии проживало уже пятое поколение переселенцев). В Ланднаумабоук перечислены 400 скандинавских переселенцев, высадившихся на берегах Исландии между 850 и 930 годами. Распределённые между ними земли географически упорядочены и перечислены. Автор книги указал границы первых исландских поселений, привёл характеристики поселенцев, изложил их биографии, перечислил предков и потомков вплоть до XI столетия. Несмотря на отдельные неточности, «Книга» имеет огромное историческое значение.
Ланднамабок сохранилась в 5 средневековых списках:
- Стюрлубоук (Sturlubók) — старейший, записанный между 1275 и 1280 годами Стурлой Тордарсоном; единственный, сохранившийся полностью;
- Версия в Книге Хаука, компиляции, созданной между 1306 и 1308 годами Хауком Эрлендссоном на основе Стюрлубоук и утерянной Styrmisbók XIII века Стюрмира Карасона[исл.];
- Мелабоук (Melabók, 1313), сохранившийся фрагментарно, на двух кусках пергаментной рукописи, однако именно этот вариант наиболее точно передаёт первоисточник;
- Скардсаурбоук (Skarðsárbók), записанный в 1636 году Бьёрном Йоунссоном из Скардсау[англ.] на основе Стюрлубоук и Книги Хаука;
- Тордарбоук (Þórðarbók), записанный в XVII веке Тоурдюром Йоунссоном (Þórður Jónsson) на основе Скардсаурбоук.